# Championnats du monde de cross-country 1990
Navigation
Édition précédente Édition suivante
Les 18e Championnats du monde de cross-country IAAF  se sont déroulés le 24 mars 1990 à Aix-les-Bains en France.

## Parcours
Les distances parcourues sont 12,2 km pour la course senior masculine, 6 km pour la course senior féminine, 8 km pour la course junior masculine, et 4,4 km pour la course junior féminine.

## Résultats

### Cross long hommes

#### Individuel
| Place              | Athlète          | Pays     | Temps |
| ------------------ | ---------------- | -------- | ----- |
| Médaille d'or      | Khalid Skah      | Maroc    | 34:21 |
| Médaille d'argent  | Moses Tanui      | Kenya    | 34:21 |
| Médaille de bronze | Julius Korir     | Kenya    | 34:22 |
| 4                  | Haji Bulbula     | Éthiopie | 34:25 |
| 5                  | William Mutwol   | Kenya    | 34:26 |
| 6                  | Ibrahim Kinuthia | Kenya    | 34:30 |
| 7                  | Domingos Castro  | Portugal | 34:45 |
| 8                  | Abebe Mekonnen   | Éthiopie | 34:49 |
| 9                  | Paul Kipkoech    | Kenya    | 34:50 |
| 10                 | Antonio Prieto   | Espagne  | 34:52 |

#### Équipes
| Médaille | Athlètes | Points  |
| Or       | Kenya Moses Tanui (2e) Julius M. Korir (3e) William Mutwol (5e) Ibrahim Kinuthia (6e) Paul Kipkoech (9e) Boniface Merande (17e)          | 42 pts  |
| Argent   | Éthiopie Haji Bulbula (4e) Abebe Mekonnen (8e) Tesfaye Tafa (14e) Addis Abebe (19e) Jillo Dube (24e) Debebe Demisse (27e)                | 96 pts  |
| Bronze   | Espagne Antonio Prieto (10e) Martín Fiz (15e) Alejandro Gómez (32e) José Manuel García (36e) Abel Antón (38e) Constantino Esparcia (45e) | 176 pts |

### Course juniors hommes

#### Individuel
| Médaille | Athlète               | Temps       |
| Or       | Kipyego Kororia (KEN) | 22 min 13 s |
| Argent   | Richard Chelimo (KEN) | 22 min 14 s |
| Bronze   | Fita Bayissa (ETH)    | 22 min 24 s |

#### Équipes
| Médaille | Athlètes | Points |
| Or       | Kenya    | 12 pts |
| Argent   | Éthiopie | 27 pts |
| Bronze   | Italie   | 85 pts |

### Cross long femmes

#### Individuel
| Médaille | Athlète               | Temps       |
| Or       | Lynn Jennings (USA)   | 19 min 21 s |
| Argent   | Albertina Dias (POR)  | 19 min 33 s |
| Bronze   | Yelena Romanova (URS) | 19 min 33 s |

#### Équipes
| Médaille | Athlètes | Points |
| Or       | Union soviétique Yelena Romanova (3e) Nadezhda Galyamova (10e) Olga Nazarkina (11e) Regina Chistyakova (13e) | 37 pts |
| Argent   | Éthiopie Luchia Yishak (4e) Derartu Tulu (15e) Adanech Erkulo (25e) Getenesh Urge (31e)                      | 75 pts |
| Bronze   | Portugal Albertina Dias (2e) Conceição Ferreira (7e) Aurora Cunha (21e) Monica Gáma (50e)                    | 80 pts |

### Cross Junior Femmes

#### Individuel
| Médaille | Athlète               | Temps       |
| Or       | Liu Shixiang (CHN)    | 14 min 19 s |
| Argent   | Yan Qinglan (CHN)     | 14 min 20 s |
| Bronze   | Susan Chepkemei (KEN) | 14 min 22 s |

#### Équipes
| Médaille | Athlètes | Points |
| Or       | Kenya    | 20 pts |
| Argent   | Japon    | 44 pts |
| Bronze   | CHN      | 68 pts |